# TNA Final Resolution
TNA Final Resolution fue un evento pago por visión producido por la empresa de lucha libre profesional Total Nonstop Action Wrestling de 2005 a 2012.

## Historia
El evento fue incorporado el 2005, realizándose el mes de enero enero. Esto se mantuvo hasta 2008, donde se decidió que, por el nombre, sería cambiado a diciembre, siendo el último evento del año. Debido a este cambio, el año de 2008 hubo dos eventos de Final Resolution, uno en enero y otro, en diciembre. El 11 de enero de 2013, la TNA anunció un cambio en la programación de sus PPVs para reducir sus PPVs a cuatro, cancelando el evento.

## Resultados

### 2005
Final Resolution 2005 tuvo lugar el 16 de enero del 2005 en Orlando, Florida.
- Dark match:The Naturals (Chase Stevens y Andy Douglas) derrotaron a Johnny B. Badd y Sonny Siaki
  - Stevens cubrió a Siaki después de un sillazo en la cabeza.
- Dark match:Chris Candido derrotó a Cassidy Riley.
  - Candido cubrió a Riley después de un "Diving Headbutt".
- 3Live Kru (Ron Killings, Konnan & B.G. James) derrotaron a Kazarian, Michael Shane & Christopher Daniels.
  - Killings cubrió a Shane después de un sidekick.
- Elix Skipper derrotó a Sonjay Dutt.
  - Skipper cubrió a Dutt después de un "Ura-nage".
- Dustin Rhodes derrotó a Kid Kash.
  - Rhodes cubrió a Kash después de un "Bulldog".
- Erik Watts derrotó a Raven.
  - Watts cubrió a Raven después de un "Chokeslam".
- Jeff Hardy derrotó a Scott Hall (con Roddy Piper como árbitro especial).
  - Hardy cubrió a Hall después de un "Swanton Bomb".
  - Después de la lucha, Abyss atacó a Hardy.
- Monty Brown derrotó a Diamond Dallas Page y a Kevin Nash, obteniendo una oportunidad por el Campeonato Mundial Peso Pesado de la NWA.
  - Page eliminó a Nash después de tiralro por la tercera cuerda.
  - Brown cubrió a Page después de un "Pounce"
- America's Most Wanted (Chris Harris & James Storm) derrotaron a Team Canada (Bobby Roode & Eric Young) (con Coach D'Amore) ganando el Campeonato Mundial en Parejas de la NWA.
  - Harris cubrió a Young con un "roll-up" después de un golpe accidental de Johnny Devine con una silla.
- A.J. Styles derrotó a Petey Williams (con Coach D'Amore) y a Chris Sabin en un Ultimate X Match ganando el Campeonato de la División X de la TNA.
  - Styles ganó al descolgar el título.
- Jeff Jarrett derrotó a Monty Brown reteniendo el Campeonato Mundial Peso Pesado de la NWA.
  - Jarrett cubrió a Brown después de tres "Strokes".

### 2006
Final Resolution 2006 tuvo lugar el 15 de enero del 2006 en Orlando, Florida.
- Dark match: Team Canada (Eric Young, A-1 & Petey Williams) derrotaron a Lance Hoyt, Jay Lethal & Kenny King.
  - Williams cubrió a Lethal después de un "Canadian Destroyer".
- Dark match: The Latin American Xchange (Homicide & Konnan) derrotaron a The Naturals (Andy Douglas & Chase Stevens).
  - Homicide cubrió a Stevens después de un "Slapjack" de Konnan.
- Alex Shelley, Austin Aries & Roderick Strong derrotaron a Chris Sabin, Matt Bentley y Sonjay Dutt (con Traci).
  - Shelley cubrió a Bentley con un "Small Package".
- The James Gang (Kip James & B.G. James) derrotaron a The Diamonds in the Rough (David Young & Elix Skipper) (con Simon Diamond).
  - Kip cubrió a Skipper después de un "Cobra Clutch Slam".
- A.J. Styles derrotó a Hiroshi Tanahashi.
  - Styles cubrió a Tanahashi después de un "Styles Clash".
  - Durante la lucha, Shannon Moore trató de golpear a Styles pero accidentalmente golpeó a Tanahashi.
- Sean Waltman derrotó a Raven en un Raven's Rules match.
  - Waltman cubrió a Raven después de un "X-Factor" a través una escalera frente a una mesa.
  - Como Raven perdió la lucha fue despedido.
- Bobby Roode (con Coach D´Amore) derrotó a Ron Killings.
  - Roode cubrió a Killings después de un "Northern Lariat", después de que Konnan lo distrajo.
- Abyss (con James Mitchell) derrotó a Rhino.
  - Abyss cubrió a Rhino después de un "Black Hole Slam" en una silla de acero.
- America's Most Wanted (Chris Harris & James Storm) (con Gail Kim) derrotaron a Team 3D (Brother Ray & Brother Devon) reteniendo el Campeonato Mundial en Parejas de la NWA.
  - Harris cubrió a Ray después de un "3D" en Harris.
  - Ray había cubierto Harris, pero el árbitro fue cegado cuando hizo el conteo, y cuando abrió los ojos Harris estaba encima de Ray.
- Samoa Joe derrotó a Christopher Daniels reteniendo el Campeonato de la División X de la TNA.
  - Joe ganó la lucha debido a que A.J. Styles tiró la toalla porque Joe atacaba brutalmente a Daniels.
- Sting & Christian Cage derrotaron a Jeff Jarrett & Monty Brown.
  - Sting cubrió a Jarrett después de un "Scorpion Death Drop".

### 2007
Final Resolution tuvo lugar el 14 de enero del 2007 en Orlando, Florida.
Su frase fue: "Up Close and Very Personal".
- Dark match: Jason Riggs & Johnny Riggs derrotaron a Serotonin (Kazarian & Johnny Devine).
  - Riggs cubrió a Devine.
- Dark match: Lance Hoyt derrotó a Chase Stevens.
  - Hoyt cubrió a Stevens después de un "Fireman's Carry Flapjack".
- Rhino derrotó a A.J. Styles en un Last Man Standing match.
  - Styles no se levantó antes del conteo de diez después de dos "Gores".
- Chris Sabin derrotó a Christopher Daniels (c) y Jerry Lynn ganando el Campeonato de la División X de la TNA.
  - Sabin cubrió a Lynn con un "Roll-Up".
- Paparazzi Championship Series finals: Alex Shelley derrotó a Austin Starr.
  - Shelley cubrió a Starr con un "roll-up".
  - Los Jueces fueron: "Samolian Joe", "Big Fat Oily Guy" y Bob Backlund.
- James Storm (con Gail Kim) derrotó a Petey Williams.
  - Storm cubrió a Williams con un "roll-up" apoyándose en las cuerdas.
  - Jacqueline hizo su regreso a la TNA y le aplicó una "Death Sentence" a Kim.
- The Latin American Xchange (Homicide & Hernández) (con Konnan) derrotaron a Team 3D (Brother Ray & Brother Devon) por descalificación reteniendo el Campeonato Mundial en Parejas de la NWA.
  - Team 3D fue descalificado cuando Brother Runt atacó a Homicide.
- Kurt Angle derrotó a Samoa Joe en un Iron Man match (3-2) ganando una oportunidad por el Campeonato Mundial Peso Pesado de la NWA en Agsinst All Odds.
  - Joe forzó a Angle a rendirse con un "Coquina Clutch".(0-1)
  - Angle forzó a Joe a rendirse con un "Ankle Lock".(1-1)
  - Angle forzó a Joe a rendirse con un "Ankle Lock".(2-1)
  - Joe cubrió a Angle después de un "Muscle Buster".(2-2)
  - Angle cubrió a Joe con un "cradle pin"
- Christian Cage derrotó a Abyss(c) (con James Mitchell) y Sting en un 3-Way elimination Match ganando el Campeonato Mundial Peso Pesado de la NWA.
  - Sting cubrió a Abyss después de un "Scorpion Death Drop".
  - Cage cubrió a Sting después de un "Frog Splash".
  - Tomko fue encerrado en una jaula para que no interviniera.

### 2008

#### Enero
Final Resolution 2008 tuvo lugar el 6 de enero del 2008 en Orlando, Florida.
Su frase "Best friends...Better enemies".
- The Latin American Xchange (Homicide & Hernández) derrotaron a The Rock N' Rave Infection (Lance Hoyt & Jimmy Rave) (con Christy Hemme)
  - Hernández cubrió a Rave después de un "Border Toss" desde la tercera cuerda.
  - Después de la lucha, Shelly Martínez le dio un "Low Blow" a Hoyt.
- Kaz derrotó a Black Reign.
  - Kaz cubrió a Reign después de un "Wave of the Future".
- Gail Kim derrotó a Awesome Kong en un No Disqualification Match reteniendo el Campeonato Mundial Femenino de la TNA.
  - Kim cubrió a Kong con un "School Girl".
- Judas Mesías (con Fhater James Mitchell) derrotó a Abyss.
  - Mesías cubrió a Abbys después de un "Straight to Hell" contra una silla cubierta de alambre de espino.
- Booker T & Sharmell derrotaron a Robert Roode & Ms. Brooks.
  - Sharmell cubrió a Brooks con un "school girl" después de que Roode golpeara a Brooks.
- Johnny Devine & Team 3D (Brother Ray & Brother Devon) derrotaron a Jay Lethal & The Motor City Machine Guns (Chris Sabin & Alex Shelley) en un Ultimate X match.
  - Devon agarró Campeonato de la División X de la TNA para ganar.
- A.J. Styles & Tomko derrotaron Kevin Nash & Samoa Joe reteniendo el Campeonato Mundial en Parejas de la TNA.
  - Durante la lucha Nash deja solo a Joe.
  - Styles cubrió a Joe después de un "Tornado-Plex".
- James Storm derrotó a Eric Young ganando el Campeonato de Mejor Bebedor en un 2 out of 3 Falls match
  - Storm ganó la primera caída, en un concurso de preguntas.
  - Young ganó la segunda caída, en un concurso de quien puede orinar más lejos.
  - Storm ganó la tercera caída, en un concurso de quien resiste más tomando cerveza.
- Kurt Angle (con Karen Angle) derrotó a Christian Cage reteniendo el Campeonato Mundial Peso Pesado de la TNA.
  - Angle cubrió a Cage después de un "springboard elbow smash" de Styles y un "Olympic Slam".

#### Diciembre
Final Resolution (Diciembre de 2008) tuvo lugar el 7 de diciembre del 2008 en Orlando, Florida, desde la Impact Zone.
- Feast Or Fired Match : Participantes: Alex Shelley, Chris Sabin, Homicide, Hernández, Jimmy Rave, Lance Rock, Jay Lethal, Sonjay Dutt, B.G. James, Kip James, Consequences Creed, Curry Man y Shark Boy.
  - Hernández consiguió el maletín #4, el cual contenía una oportunidad por el Campeonato Mundial Peso Pesado de la TNA.
  - Curry Man consiguió el maletín #3, el cual contenía la nota de despido inmediato
  - Homicide consiguió el maletín #1, el cual contenía una oportunidad por el Campeonato de la División X de la TNA.
  - Jay Lethal consiguió el maletín #2 al quitárselo a Alex Shelley antes de que saliera del ring, el cual contenía una oportunidad por los Campeonato Mundial por Parejas de la TNA junto a alguien más de su elección.
- ODB, Roxxi & Taylor Wilde derrotaron a The Beautiful People (Angelina Love & Velvet Sky) & Sharmell (con Cute Kip)
  - Wilde cubrió a Love con un "roll-up".
- Eric Young derrotó al Campeón Division X de la TNA Sheik Abdul Bashir
  - Young cubrió a Bashir con un "roll-up" con ayuda de Shane Sewell.
  - Tras la lucha, Jim Cornette dejó vacante el título por irregularidades en la lucha.
- Christy Hemme derrotó a Awesome Kong (con Raisha Shaeed y Rhaka Khan) por descalificación. 
  - Kong fue descalificada después de que Raisha Saaed y Rhaka Khan atacaran a Hemme fuera del ring.
  - Como resultado, Awesome Kong retuvo el Campeonato Femenino de la TNA
- Beer Money, Inc. (Robert Roode & James Storm) (con Jacqueline) derrotaron a Abyss & Matt Morgan, reteniendo el Campeonato Mundial en Parejas de la TNA
  - Storm cubrió a Abyss después de pegarle con un puño americano.
- Kurt Angle derrotó a Rhino con Mick Foley como vigilante especial.
  - Angle cubrió a Rhino después de un sillazo y un "Angle Slam".
  - Durante la lucha, Foley hizo el papel de árbitro luego de que el árbitro principal fuera noqueado por Rhino.
  - Durante la lucha intervino Al Snow a favor de Angle.
  - Como resultado, Kurt Angle obtuvo una revancha contra Jeff Jarrett en Genesis.
- The Main Event Mafia (Sting, Booker T, Kevin Nash & Scott Steiner) derrotaron a The Frontline (Samoa Joe, AJ Styles, Brother Ray & Brother Devon)
  - Sting cubrió a Joe después de un "low blow" de Nash y un "Scorpion Death Drop"
  - Como resultado, Sting retuvo su Campeonato Mundial Peso Pesado de la TNA
  - Si ganaba The Frontline, Styles ganaba el Campeonato Mundial Peso Pesado de la TNA.

### 2009
Final Resolution 2009 tuvo lugar el 20 de diciembre de 2009 en la Zona de Impacto desde Orlando, Florida.
- The British Invasion (Brutus Magnus & Doug Williams) derrotaron a  The Motor City Machine Guns (Alex Shelley & Chris Sabin), reteniendo el Campeonato Mundial en Parejas de la TNA.(08:57).
  - Magnus cubrió a Sabin después de un "Powerbomb/Uppercut combination"
- Tara derrotó a ODB, ganando el Campeonato Femenino la TNA.(05:12)
  - Tara cubrió a ODB con un "Roll-Up"
- Sheik Abdul Bashir, Rob Terry, Samoa Joe & Kevin Nash derrotaron a Kiyoshi, Eric Young, Homicide,  James Storm, Robert Roode, Jay Lethal, Consequences Creed y Cody Deaner en un Feast or Fired Match (12:59)
  - Bashir consiguió el maletín número 2, el cual contenía la tarjeta de despido.
  - Terry consiguió el maletín número 4, el cual contenía una oportunidad por el Campeonato de la División X de la TNA
  - Nash consiguió el maletín número 1, el cual contenía una oportunidad por el Campeonato Mundial en Parejas de la TNA
  - Joe consiguió el maletín número 3, el cual contenía una oportunidad por el Campeonato Mundial Peso Pesado de la TNA
- Matt Morgan, Hernández, D´Angelo Dinero & Suicide derrotaron a Team 3D (Brother Ray & Brother Devon), Rhino & Jesse Neal en un Elimination match. (16:51)
  - Hernández cubrió a Rhino con un "Roll-Up".
  - Neal fue descalificado después de pegar a Suicide con una silla de acero
  - Hernández fue descalificado después de pegar a Neal con una silla de acero.
  - Devon cubrió a Suicide después de un "3D".
  - Devon cubrió a Dinero después de un "3D".
  - Morgan cubrió a Devon después de un "Carbon Footprint"
  - Morgan cubrió a Ray después de un "Carbon Footprint" con una silla.
- Bobby Lashley (con Kristal Lashley) derrotó a Scott Steiner en un Last Man Standing Match (21:33)
  - Steiner no se pudo levantar antes del conteo de 10 después de que Lahley le pegara con una tubería de acero
- Mick Foley & Abyss derrotaron a Raven & Dr. Stevie en un No DQ match.(10:07)
  - Abyss cubrió a Raven después de un "Black Hole Slam"
  - Durante la lucha, Daffney atacó a Abyss.
- Kurt Angle derrotó a Desmond Wolfe en un 
Three Degrees Of Pain Match (29:59)
  - Wolfe cubrió a Angle después de un "Tower of London" en un 
Singles Match (09:59)
  - Angle forzó a Wolfe a rendirse con un "Angle Lock" en un 
Submission match (21:50)
  - Angle ganó la lucha al escapar de la jaula en un Six Sides of Steel (29:59)
- AJ Styles derrotó a Daniels, reteniendo el Campeonato Mundial Peso Pesado de la TNA(15:28)
  - Styles cubrió a Daniels después de un "Super Styles Clash"

### 2010
Final Resolution 2010 tuvo lugar el 5 de diciembre del 2010 en Orlando, Florida, desde la Impact Zone. El tema oficial del evento es Make your move de the product.
- Beer Money Inc. (James Storm & Robert Roode) derrotó a Ink Inc. (Shannon Moore & Jesse Neal) ganando una oportunidad por el Campeonato Mundial en Parejas de la TNA
  - Roode cubrió a Neal después de "D.W.I"
- Tara derrotó a Mickie James en un Falls Count Anywhere match
  - Tara cubrió a James después de que Madison Rayne la atacara con un extintor.
- Robbie E derrotó a Jay Lethal por descalificación reteniendo el Campeonato de la División X de la TNA
  - Lethal fue descalificado por usar un spray contra Robbie
  - Como consecuencia, Robbie E retuvo el campeonato
  - Coockie estuvo dentro de una jaula suspendida sobre el ring
  - Después de la lucha, Shark Boy le aplicó un "Chummer" a Coockie
- Rob Van Dam derrotó a Rhino en un First Blood Match
  - RVD ganó después de hacer sangrar a Rhino con un "Van Terminator" con un cubo de basura
- Douglas Williams derrotó a A.J. Styles ganando el Campeonato Televisivo de la TNA
  - Williams cubrió a Styles después de un "Styles Clash"
- The Motor City Machine Guns (Chris Sabin & Alex Shelley) derrotaron a Generation Me (Jeremy & Max) en un Full Metal Mayhem match reteniendo el Campeonato Mundial en Parejas de la TNA
  - Sabin descolgó los campeonatos, ganando la lucha
- Abyss derrotó a D'Angelo Dinero en un Casket Match
  - Abyss introdujo a Dinero en el ataúd, ganando la lucha
- Jeff Jarrett derrotó a Samoa Joe en un Submission match
  - Jarrett forzó a Joe a rendirse después de un "Ankle Lock"
  - Antes de la lucha, Joe fue atacado por Gunner y Murphy
- Jeff Hardy derrotó a Matt Morgan (con Mr. Anderson como árbitro especial) en un No DQ match reteniendo el Campeonato Mundial Peso Pesado de la TNA
  - Hardy cubrió a Morgan después de un "Twist of Hate" sobre una silla
  - Durante la lucha, Eric Bischoff intervino a favor de Hardy
  - Al quedar Anderson inconsciente, Jackson James acudió a realizar la cuenta

### 2011
Final Resolution 2011 tuvo lugar el 11 de diciembre del 2011 en Orlando, Florida, desde la Impact Zone.
- Rob Van Dam derrotó a Christopher Daniels
  - RVD cubrió a Daniels después de un "Five Frog Splash".
- Robbie E (con Robbie T) derrotó a Eric Young reteniendo el Campeonato Televisivo de la TNA
  - Robbie cubrió a Young después de aplicarle un "Backcracker".
- Crimson & Matt Morgan derrotaron a D'Angelo Dinero & Devon reteniendo los Campeonato Mundial de Parejas de la TNA
  - Crimson cubrió a Devon después de una "Double Chokeslam".
- Austin Aries derrotó a Kid Kash reteniendo el Campeonato de la División X de la TNA
  - Aries cubrió a Kash después de un "Brain Buster"
- Gail Kim derrotó a Mickie James reteniendo el Campeonato Femenino de la TNA
  - Kim cubrió a Mickie después de un "Eat Defeat".
  - Durante el combate, Madison Rayne interfirió a favor de Kim
- James Storm derrotó a Kurt Angle
  - Storm cubrió a Angle después de un "Last Call".
- Jeff Hardy derrotó a Jeff Jarrett en un Steel Cage Match, ganando una oportunidad por el Campeonato Mundial Peso Pesado de la TNA
  - Hardy cubrió a Jarrett después de un "Twist of Fate".
  - Karen Jarrett fue esposada con Sting fuera del ring.
  - Como consecuencia, los Jarrett fueron despedidos de TNA.
  - Si Jarrett ganaba, Hardy abandonaba la TNA.
- El Campeón Mundial Peso Pesado de la TNA Bobby Roode y A.J. Styles quedaron empatados en un 30 Minutes Iron Man match (3-3)
  - Roode cubrió a Styles apoyándose en las cuerdas. (1-0)
  - Roode forzó a rendirse a Styles con la "Figure Four Leglock". (2-0)
  - Styles forzó a rendirse a Roode con un "Arm-trap Crossface". (2-1)
  - Styles cubrió a Roode con un "Inside Cradle". (2-2)
  - Styles cubrió a Roode después de un "Superman". (2-3)
  - Roode cubrió a Styles con ayuda de las cuerdas. (3-3)
  - Como consecuencia, Roode retuvo su título.

### 2012
Final Resolution tuvo lugar el 9 de diciembre de 2012 en Orlando, Florida, desde la Impact Zone.
- James Storm derrotó a Kazarian.
  - Storm cubrió a Kazarian después de un "Last Call".
- Rob Van Dam derrotó a Kenny King reteniendo el Campeonato de la X Division de la TNA.
  - RVD cubrió a King con un "Body Scissors Roll Up".
- Chavo Guerrero, Jr. & Hernández derrotaron a Matt Morgan & Joey Ryan por descalificación reteniendo el Campeonato Mundial en Parejas de la TNA.
  - Morgan y Ryan fueron descalificados luego de que Morgan agrediera al árbitro.
- Austin Aries derrotó a Bully Ray.
  - Aries cubrió a Ray con un "Roll Up" después de un "Low Blow".
- Tara (con Jesse) derrotó a Mickie James reteniendo el Campeonato Femenino de la TNA.
  - Tara cubrió a Mickie después de un "Widow's Peak".
- Kurt Angle, Samoa Joe, Garett Bischoff & Wes Brisco derrotaron a Aces & Eights (Devon, DOC & dos miembros enmascarados).
  - Angle cubrió a un luchador enmascarado después de un "Angle Slam".
- Christopher Daniels derrotó a A.J. Styles.
  - Daniels cubrió a Styles después de un "Styles Clash".
  - Esta fue la última lucha entre Daniels y Styles en TNA.
- Jeff Hardy derrotó a Bobby Roode reteniendo el Campeonato Mundial de Peso Pesado de la TNA.
  - Hardy cubrió a Roode después de un "Twist of Fate".
  - Luego de la lucha, Hardy y Roode fueron atacados por Aces & Eights.

### 2013
Final Resolution (2013) (también llamado Impact Wrestling: Final Resolution) tuvo lugar el 3 de diciembre de 2013 (emitido el 19 de diciembre) en Orlando, Florida, desde la Zona de Impacto. A diferencia de los anteriores eventos, este evento no se celebró en pago por visión (PPV), sino que fue presentado como una edición especial del programa televisivo semanal de TNA, Impact Wrestling.
- Bobby Roode derrotó a Kurt Angle en un 2-out-of-3 Falls Match (14:46)
  - Roode cubrió a Angle después de un "Death Valley Driver" (1-0) (4:10)
  - Angle cubrió a Roode después de un "Angle Slam" (1-1) (9:55)
  - Roode cubrió a Angle con un "Roll-Up" usando las cuerdas como apoyo. (2-1) (14:46)

- ODB & Madison Rayne derrotaron a Gail Kim & Lei'D Tapa (5:46)
  - Rayne cubrió a Kim con un "Backslide pin"

- Final del torneo por el vacante Campeonato Mundial Peso Pesado de la TNA: Magnus derrotó a Jeff Hardy en un Dixieland match, ganando el vacante Campeonato Mundial Peso Pesado de la TNA.
  - Magnus ganó tras escapar de la jaula y descolgar el título, que estaba colgado sobre la rampa de entrada.
  - Durante la lucha, Rockstar Spud interfirió atacando a Hardy y Ethan Carter III interfirió atacando a ambos luchadores.

### 2020
Impact Final Resolution 2020 tuvo lugar el 12 de diciembre de 2020 en el Skyway Studios en Nashville, Tennessee, debido a la pandemia mundial de coronavirus 2019-2020.
- Tommy Dreamer derrotó a Larry D en un Old School Rules Match.
  - Dreamer cubrió a Larry D después de un «Dreamer Driver».
- Havok & Nevaeh derrotaron a The Sea Stars (Ashley Vox & Delmi Exo).
  - Nevaeh cubrió a Exo después de un «Sitout Facebuster» de Havok, seguido de un «Sliding Cutter».
- Tenille Dashwood & Kaleb with a K derrotaron a Alisha & Eddie Edwards. 
  - Dashwood cubrió a Alisha después de un «Spotlight Kick».
  - Después de la lucha, Sami Callihan atacó a Alisha, pero fue detenido por Eddie.
- Hernández derrotó a Fallah Bahh (con Kiera Hogan como árbitro especial invitado) y (con Tasha Steelz como oficial en ringside).
  - Hernández cubrió a Bahh después de un «Diving splash».
- Eric Young (con Joe Doering) derrotó a Rhino.
  - Young cubrió a Rhino con un «Roll-Up».
  - Durante la lucha, Doering interfirió a favor de Young, mientras que The Deaners (Cousin Jake y Cody Deaner) interfirieron a favor de Rhino.
- Manik derrotó a Rohit Raju y ganó el Campeonato de la División X de Impact.
  - Manik cubrió a Raju con un «Roll-Up».
- Deonna Purrazzo (con Kimber Lee) derrotó a Rosemary (con Taya Valkyrie) y retuvo el Campeonato de Knockouts de Impact.
  - Purrazzo cubrió a Rosemary después de un «Cossa Nostra».
  - Durante la lucha, Lee interfirió a favor de Purrazzo, mientras que Valkyrie interfirió a favor de Rosemary.
- Karl Anderson (con Doc Gallows) derrotó a Ethan Page (con Josh Alexander).
  - Anderson cubrió a Page después de un «Gun Stun».
- Rich Swann derrotó a  Chris Bey y retuvo el Campeonato Mundial de Impact.
  - Swann cubrió a Bey después de un «Phoenix Splash».
  - Después de la lucha, Moose salió a confrontar a Swann.

### 2023
Impact Final Resolution 2023 tuvo lugar el 9 de diciembre de 2023 desde el Don Kolov Arena en Toronto, Ontario, Canadá y es el último bajo el nombre de Impact Wrestling.
- Pre-Show: PCO derrotó a Jessie V. 
  - PCO cubrió a Jesse V después de un «PCOsault».
- Pre-Show: Jack Price derrotó a Aiden Prince.
  - Jack cubrió a Aiden después de un «Gotbuster».
- Pre-Show: Frankie Kazarian derrotó a Sheldon Jean.
  - Kazarian forzó a Jean a rendirse con un «Chicken Wing».
- ABC (Ace Austin & Chris Bey) derrotaron a Eddie Edwards & Brian Myers (con Alisha) y retuvieron el Campeonato Mundial en Parejas de Impact.
  - Austin cubrió a Edwards después de un «The Fold».
  - Durante la lucha, Alisha intefirió a favor de Edwards & Myers.
  - Después de la lucha, The Rascalz (Trey & Zachary Wentz) atacaron a ABC.
- Jody Threat derrotó a Alisha (con Eddie Edwards & Brian Myers).
  - Threat cubrió a Alisha después de un «Pop Shove-It».
  - Durante la lucha, Edwards & Myers interfirieron a favor de Alisha, pero fueron expulsados por el árbitro.
- Tommy Dreamer derrotó a Deaner y retuvo el Campeonato de los Medios Digitales de Impact.
  - Dreamer cubrió a Deaner después de un «Dreamer DDT».
- Mike Bailey & Trent Seven derrotaron a The Rascalz (Trey & Zachary Wentz).
  - Bailey cubrió a Trey después de un «Ultima Weapon».
  - Después de la lucha, Seven firmó contrato con TNA.
- Jake Something derrotó a Jason Hotch.
  - Something cubrió a Hotch después de un «Into the Void».
- Moose derrotó a Rhino.
  - Moose cubrió a Rhino después de un «Lights Out Spear».
- Trinity & Jordynne Grace derrotaron a Deonna Purrazzo & Gisele Shaw.
  - Grace cubrió a Purrazzo después de un «Full Nelson Bomb».
  - Después de la lucha, Shaw atacó a Purrazzo.
- Josh Alexander & Zack Sabre Jr. derrotaron a The Motor City Machine Guns (Alex Shelley & Chris Sabin).
  - Alexander cubrió a Sabin después de un «C4 Spike».

### 2024
Final Resolution 2024 tuvo lugar el 13 de diciembre de 2024 en el Center Stage de Atlanta, Georgia. El evento se transmitió en exclusiva a través de TNA Plus.
- Pre-Show: JDC derrotó a Leon Slater.
  - JDC cubrió a Slater con un «Roll-Up».
- Pre-Show: Frankie Kazarian derrotó a Jonathan Gresham.
  - Kazarian forzó a Gresham a rendirse con un «Chicken Wing».
- Moose derrotó a KUSHIDA y retuvo el Campeonato de la División X de TNA.
  - Moose cubrió a KUSHIDA después de un «Lights Out Spear».
- The Rascalz (Trey & Zachary Wentz) derrotaron a PCO & Sami Callihan y Jake Something.
  - Trey cubrió a Something después de un «Feed Em to the Lions».
  - Originalmente Hammerstone iba a participar de la lucha, pero no pudo debido a una lesión.
- Ace Austin derrotó a Trent Seven.
  - Austin cubrió a Seven después de un «The Fold».
- Jordynne Grace derrotó a Rosemary por descalificación.
  - La lucha terminó después de que Tessa Blanchard, quien hizo su regreso, atacara a Grace.
- Joe Hendry derrotó a Josh Alexander, Mike Santana y Steve Maclin y ganó una oportunidad por el Campeonato Mundial de TNA en Genesis.
  - Hendry cubrió a Maclin después de un «Standing Ovation».
- Masha Slamovich derrotó a Tasha Steelz en un Falls Count Anywhere Match y retuvo el Campeonato Mundial de Knockouts de TNA.
  - Slamovich cubrió a Steelz después de un «Snow Plow» sobre la rampa.
  - Antes de la lucha, Santino Marella prohibió la presencia de Alisha en ringside.
- The Hardys (Matt Hardy & Jeff Hardy) derrotaron a The System (Eddie Edwards & Brian Myers) en un Tables Match y retuvieron el Campeonato Mundial en Parejas de TNA.
  - The Hardys ganaron la lucha después de que Jeff le aplicara un «Swanton Bomb» a Edwards sobre una mesa.
- Nic Nemeth derrotó a AJ Francis (con KC Navarro) y retuvo el Campeonato Mundial de TNA.
  - Nemeth cubrió a Francis después de un «Danger Zone».
  - Durante la lucha, Navarro interfirió a favor de Francis.
  - Después de la lucha, Francis y Navarro atacaron a Nemeth, pero fueron detenidos por Joe Hendry.